# Gemeindehaus Sins

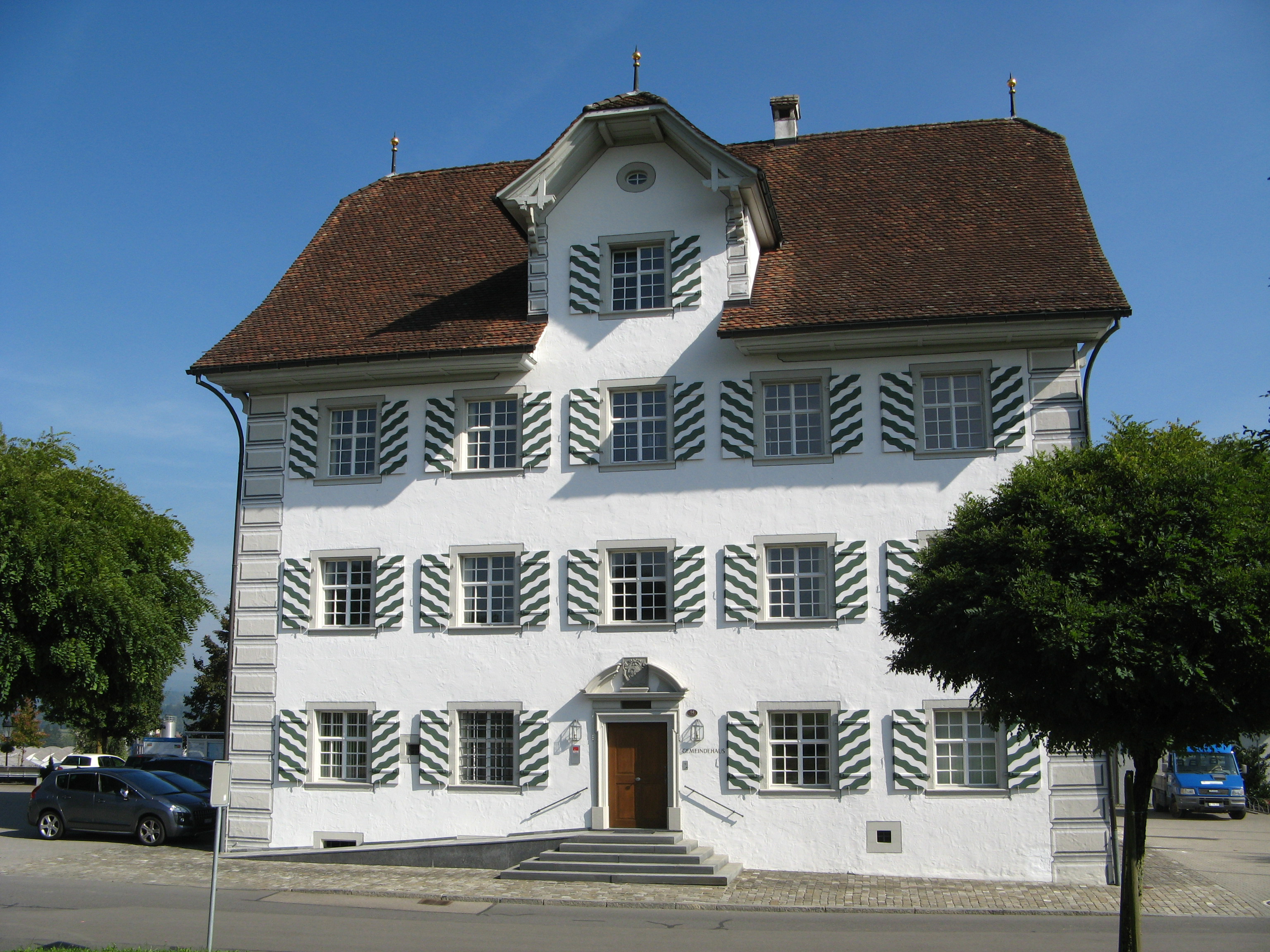
Gemeindehaus Sins

Das Gemeindehaus Sins ist Sitz der Gemeindeverwaltung der Einwohnergemeinde Sins im Kanton Aargau. Es befindet sich etwas nördlich des Dorfzentrums neben der Pfarrkirche und ist ein Kulturgut von nationaler Bedeutung.
Das stattliche Gebäude entstand im Jahr 1726 und diente zunächst als Pfarrhaus. Zwischen 1953 und 1955 wurde es im Innern umgebaut. Seither vereint es alle Abteilungen der Gemeindeverwaltung (mit Ausnahme des Steueramtes und des Betreibungsamtes) unter einem Dach. 1999 erfolgte eine Renovation. Das Haus besteht aus verputzten Bruchsteinmauern. Es ist fünf Fensterachsen breit, drei Achsen tief und bis zur Dachtraufe drei Stockwerke hoch; hinzu kommen zwei Stockwerke in den Giebeln. Grosse Lukarne durchbrechen das Satteldach an den Längsseiten, die Firstenden sind abgewalmt. Segmentgiebel überdachen die Portale. Die zentrale Treppe im Innern ist mit Blockstufen und Brettbalustern ausgestattet. Im zweiten Stockwerk sind Stuckrahmendecken aus der ersten Hälfte des 19. Jahrhunderts zu finden.